# Димшиць Едуард Олександрович
Едуард Олександрович Ди́мшиць (нар. 4 травня 1960, Ромни) — український мистецтвознавець, кандидат мистецтвознавства з 1993 року; член Спілки радянських художників України з 1988 року. Заслужений діяч мистецтв України з 2008 року.

## Біографія
Народився 4 травня 1960 року у місті Ромнах Сумської області (нині Україна). 1982 року закінчив Київський художній інститут, де навчався, зокрема, у Платона Білецького, Ганни Заварової, Леоніда Владича.
Продовжив навчання в аспірантурі Інституту мистецтвознавства, фольклористики та етнології імені Максима Рильського Академії наук УРСР, де в подальшому став працювати старшим науковим співробітником у відділі образотворчого мистецтва. Упродовж 1991—1996 років очолював Картинну галерею «Градобанку»; з 2000 року обіймає посаду заступника голови секції мистецтвознавства та художньої критики Київської організації Національної спілки художників України.
Мешкав у Києві в будинку на вулиці Симиренка, № 23 та у будинку на вулиці Великій Житомирській, № 40.

## Наукова діяльність, творчість
Вивчає українське образотворче мистецтво XIX—XX століття, корпоративні колекції, займається проведенням художніх виставок. Автор значної кількості альбомів, каталогів, наукових статей, зокрема:
- «Олександр Богомазов» (1991);
- «Живописна пластика» (1993);
- «Натюрморт в українському живопису ХХ століття» (1993);
- «Живописний заповідник: Альбом» (1995);
- «100 творів з колекції К. І. Григоришина»  (2004);
- ««Василь Чекригін» (2005).

Автор живописних творів:
- «Свічка, книги та годинник. Гімн Часу» (1980);
- «Натюрморт з розрізаним кавуном» (1980);
- «Натюрморт з африканською маскою» (1980).

Веде консультаційну діяльність і збирає власну колекцію творів періоду нонконформізму.